# Bàn phím IBM PC
Bàn phím cho các máy tính tương thích với IBM PC đã được chuẩn hóa. Tuy nhiên, trong hơn 30 năm kiến trúc PC được cập nhật thường xuyên, nhiều biến thể bố trí bàn phím đã được phát triển.
Một lớp bàn phím IBM PC nổi tiếng là Model M. Được giới thiệu vào năm 1986 và được sản xuất bởi IBM, Lexmark, Maxi-Switch và Unicomp, đại đa số các bàn phím Model M được trang bị với thiết kế phím lò xo buckling và nhiều bàn phím có các keycap có thể thay thế dễ dàng.

## Bố trí bàn phím
Bàn phím PC đã thay đổi qua nhiều năm, thường là lúc ra mắt các phiên bản PC mới của IBM. 
| Tên                  | Số phím | Miêu tả | Hình ảnh | |
| -------------------- | ------- | --- | --- | --- |
| Mẫu F (PC / XT)      | 0 83    | Các cột phím chức năng bên trái gốc (phím F), từ F1 đến F10; không tương thích điện tử với các loại bàn phím PC / AT | liên_kết=\|không_khung Được giới thiệu với IBM PC gốc tháng 8 năm 1981. | |
| Mẫu F (PC / AT)      | 0 84    | Phím SysRq (yêu cầu hệ thống) bổ sung; khối số tách biệt rõ ràng với bàn phím chính; thêm đèn LED chỉ báo cho khóa Caps / Scroll / Num | liên_kết=\|không_khung Được giới thiệu vào tháng 8 năm 1984. | |
| Mô hình M (Nâng cao) |         | Phím điều hướng và điều khiển bổ sung; 12 phím F xếp thành hàng riêng biệt dọc theo đỉnh, được nhóm F1 F1, F5, F8 và F9. Các mẫu bàn phím nâng cao (đáng chú ý là các sản phẩm do Northgate Ltd. sản xuất) đã duy trì bố cục với các phím chức năng ở phía bên trái, được sắp xếp thành hai cột gồm sáu cặp. Bố cục này hiệu quả hơn cho những người đánh máy cảm ứng nhưng được thay thế trên thị trường bằng phím F dọc theo đỉnh. PS / 2 phát hành tháng 4 năm 1987. Có các phiên bản khác nhau của bố trí bàn phím Nâng cao:                                                                                            | Phím điều hướng và điều khiển bổ sung; 12 phím F xếp thành hàng riêng biệt dọc theo đỉnh, được nhóm F1 F1, F5, F8 và F9. Các mẫu bàn phím nâng cao (đáng chú ý là các sản phẩm do Northgate Ltd. sản xuất) đã duy trì bố cục với các phím chức năng ở phía bên trái, được sắp xếp thành hai cột gồm sáu cặp. Bố cục này hiệu quả hơn cho những người đánh máy cảm ứng nhưng được thay thế trên thị trường bằng phím F dọc theo đỉnh. PS / 2 phát hành tháng 4 năm 1987. Có các phiên bản khác nhau của bố trí bàn phím Nâng cao:                                                                                            | Phím điều hướng và điều khiển bổ sung; 12 phím F xếp thành hàng riêng biệt dọc theo đỉnh, được nhóm F1 F1, F5, F8 và F9. Các mẫu bàn phím nâng cao (đáng chú ý là các sản phẩm do Northgate Ltd. sản xuất) đã duy trì bố cục với các phím chức năng ở phía bên trái, được sắp xếp thành hai cột gồm sáu cặp. Bố cục này hiệu quả hơn cho những người đánh máy cảm ứng nhưng được thay thế trên thị trường bằng phím F dọc theo đỉnh. PS / 2 phát hành tháng 4 năm 1987. Có các phiên bản khác nhau của bố trí bàn phím Nâng cao:                                                                                            |
| Mô hình M (Nâng cao) | 101     | bố cục tiêu chuẩn Hoa Kỳ - Phím trả về chiều rộng gấp đôi (kéo dài C12 và C13) bằng phím 1,5 chiều rộng tại D13 - Phím Backspace hai chiều rộng (kéo dài E13 và E14) | liên_kết=\|không_khung Được giới thiệu vào tháng 4 năm 1986. | |
| Mô hình M (Nâng cao) | 102     | Bố trí châu âu - Phím trả về có hình dạng khác nhau (trải dài 1,5 chiều rộng D13 và C13) với D13 Hoa Kỳ tại C12 và chiều rộng đơn - Phím Backspace hai chiều rộng (kéo dài E13 và E14) - thêm 1 phím ở bên phải của phím Shift trái (B00) | liên_kết=\|không_khung Được giới thiệu tháng 4 năm 1986. | |
| Mô hình M (Nâng cao) | 103     | Bố cục tiếng hàn - Phím trả về có hình dạng khác nhau (trải dài 1,5 chiều rộng D13 và C13) với D13 Hoa Kỳ tại C12 và chiều rộng đơn - Phím Backspace hai chiều rộng (kéo dài E13 và E14) - thêm 2 phím: một ở bên trái (A03) và một ở bên phải (A07) của thanh không gian; cả hai phím nhập ngôn ngữ | | |
| Mô hình M (Nâng cao) | 104     | Brazil ABNT NBR 10346 biến thể 2 (phần chữ và số) và 10347 (phần số). - Phím trả về có hình dạng khác nhau (trải dài 1,5 chiều rộng D13 và C13) với D13 Hoa Kỳ tại C12 và chiều rộng đơn - Phím Backspace hai chiều rộng (kéo dài E13 và E14) - thêm 3 phím: một ở bên phải của phím Shift trái (B00), một ở bên trái của phím Shift phải (B11) và một phím trên bàn phím số phía trên Enter (C54) | 104-key Windows keyboard | |
| Mô hình M (Nâng cao) | 106     | Bố cục JIS Nhật Bản - Phím trả về có hình dạng khác nhau (trải dài 1,5 chiều rộng D13 và C13) với D13 Hoa Kỳ tại C12 và chiều rộng đơn - Phím Backspace một chiều rộng (tại E14) - thêm 5 phím: một ở bên trái (A03) của thanh không gian, hai ở bên phải (A06 và A07) của thanh không gian, một ở bên trái của phím Shift phải (B11) và một ở bên trái của phím Shift Phím xóa lùi (E13); bốn trong số đó là các phím nhập ngôn ngữ - khóa tại E00 là một khóa nhập ngôn ngữ khác nhưng tồn tại trên bố cục 101 phím của Hoa Kỳ                                                                                            | 106-key Enhanced keyboard | |
| Windows              |         | Phím MS Windows bổ sung (× 2) và phím Menu được thêm vào (một phím MS Windows ở bên phải của phím điều khiển bên trái, phím kia và phím Menu ở bên trái của phím điều khiển bên phải). Được giới thiệu trong bàn phím Microsoft Natural để sử dụng với hệ điều hành MS Windows 95. Loại bàn phím với thiết kế lò xo buckling đang được làm bởi Unicomp, điều hành bởi một nhóm nhân viên cũ của Lexmark từ năm 1996 đến nay. Hầu hết các PC hiện đại, dù được cung cấp với MS Windows hay không, giờ đây đều được phân phối với bố cục này. Giống như bố cục Nâng cao, có các biến thể khu vực của bố cục bàn phím Windows: | Phím MS Windows bổ sung (× 2) và phím Menu được thêm vào (một phím MS Windows ở bên phải của phím điều khiển bên trái, phím kia và phím Menu ở bên trái của phím điều khiển bên phải). Được giới thiệu trong bàn phím Microsoft Natural để sử dụng với hệ điều hành MS Windows 95. Loại bàn phím với thiết kế lò xo buckling đang được làm bởi Unicomp, điều hành bởi một nhóm nhân viên cũ của Lexmark từ năm 1996 đến nay. Hầu hết các PC hiện đại, dù được cung cấp với MS Windows hay không, giờ đây đều được phân phối với bố cục này. Giống như bố cục Nâng cao, có các biến thể khu vực của bố cục bàn phím Windows: | Phím MS Windows bổ sung (× 2) và phím Menu được thêm vào (một phím MS Windows ở bên phải của phím điều khiển bên trái, phím kia và phím Menu ở bên trái của phím điều khiển bên phải). Được giới thiệu trong bàn phím Microsoft Natural để sử dụng với hệ điều hành MS Windows 95. Loại bàn phím với thiết kế lò xo buckling đang được làm bởi Unicomp, điều hành bởi một nhóm nhân viên cũ của Lexmark từ năm 1996 đến nay. Hầu hết các PC hiện đại, dù được cung cấp với MS Windows hay không, giờ đây đều được phân phối với bố cục này. Giống như bố cục Nâng cao, có các biến thể khu vực của bố cục bàn phím Windows: |
| Windows              | 104     | bố cục tiêu chuẩn Hoa Kỳ (như trên) | Modern 104-key Windows keyboard | |
| Windows              | 105     | Bố cục châu Âu (như trên) | 105-key Windows keyboard | |
| Windows              | 106     | Bố cục tiếng Hàn (như trên) | Modern 106-key Windows keyboard | |
| Windows              | 107     | Brazil ABNT NBR 10346 biến thể 2 (phần chữ và số) và 10347 (số), như trên | Modern 107-key Windows keyboard | |
| Windows              | 109     | Bố cục tiếng Nhật (như trên) | | |

Các bổ sung phổ biến cho bố cục tiêu chuẩn bao gồm các phím quản lý nguồn bổ sung, điều khiển âm lượng, điều khiển trình phát đa phương tiện và các phím tắt có thể định cấu hình người dùng khác cho ứng dụng email, trình duyệt World Wide Web, v.v. 